# Ropczyce (gmina)
Ropczyce est une commune urbaine et rurale polonaise du powiat de Ropczyce-Sędziszów dans la voïvodie des Basses-Carpates. Elle couvre une superficie de 139 km2 et compte environ 26 000 habitants. Située près d'Ostrów, Sędziszów Małopolski et Wielopole Skrzyńskie, Ropczyce est située à 26 km au sud-est de Mielec, la plus grande ville à proximité.